# Dasineura hirticornis
Dasineura hirticornis är en tvåvingeart som först beskrevs av Ephraim Porter Felt 1909.  Dasineura hirticornis ingår i släktet Dasineura och familjen gallmyggor.
Artens utbredningsområde är New York. Inga underarter finns listade i Catalogue of Life.